# تسولودا
تسولودا (به لاتین: Tsoloda) یک منطقهٔ مسکونی در روسیه است که در داغستان واقع شده‌است.